# 吹田市立南山田小学校
吹田市立南山田小学校（すいたしりつ みなみやまだ しょうがっこう）は、大阪府吹田市にある公立小学校。吹田市立南山田幼稚園が同じ敷地内にある。
1977年に吹田市立山田第二小学校から分離開校した。

## 沿革
- 1977年4月1日 - 吹田市立南山田小学校として開校。
- 1982年10月14日 - 全国学校体育優良校の表彰を受ける。
- 1986年4月7日 - 養護学級を開設。
- 1994年2月18日 - ティーム・ティーチングでの授業を開始。

## 通学区域
- 吹田市 樫切山、尺谷、長野東、長野西、千里丘西、山田市場（一部を除く）。

※卒業後は基本的に吹田市立山田中学校へ進学する。

## 交通
- 東海道本線（JR京都線） 千里丘駅より北へ1km。